# Monochrome Display Adapter

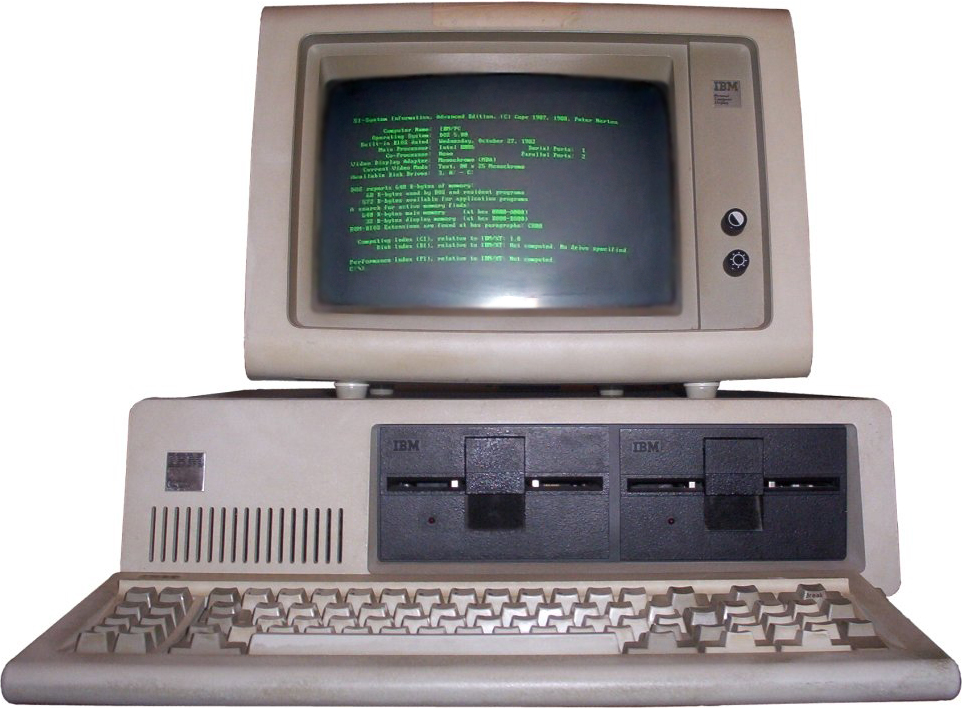
Vídeo de fósforo verde num IBM-PC, conectado a uma placa MDA.

O MDA (Adaptador de Vídeo Monocromático), placa MDA ou Monochrome Display and Printer Adapter (MDPA) foi introduzido em 1981 pela IBM como placa padrão de vídeo para o PC. O MDA não possuía qualquer espécie de modo gráfico; ele apresentava apenas um modo texto monocromático (PC video mode 7), o qual podia exibir 80 colunas por 25 linhas de caracteres em alta resolução.

## Características
A placa padrão IBM MDA continha 4 Kb de memória de vídeo. A precisão dos caracteres em alta resolução dos MDAs era uma característica pensada para facilitar o uso corporativo e em edição de textos. Cada caractere era desenhado numa caixa de 9×14 pixéis, dos quais 7×11 constituíam o caractere em si (os outros pixels eram usados para o espaço entre as colunas e linhas do caractere).
O MDA apresentava os seguintes atributos de vídeo: invisível, sublinhado, normal, brilhante (negrito), vídeo invertido e piscante; alguns destes atributos podiam ser combinados, por exemplo, texto em negrito e sublinhado podia ser produzido.
|                      | \| Atributo \| Representação \| \| -------------------- \| -------------------- \| \| Invisível \| Invisível \| \| Normal \| Normal \| \| Sublinhado \| Sublinhado \| \| Brilhante \| Brilhante \| \| Brilhante sublinhado \| Brilhante sublinhado \| \| Vídeo invertido \| Vídeo invertido \| \| Invisível invertido \| Invisível invertido \| |
| Atributo             | Representação |
| Invisível            | Invisível |
| Normal               | Normal |
| Sublinhado           | Sublinhado |
| Brilhante            | Brilhante |
| Brilhante sublinhado | Brilhante sublinhado |
| Vídeo invertido      | Vídeo invertido |
| Invisível invertido  | Invisível invertido |

A resolução total teórica de tela do MDA era de 720×350 pixéis. Este número é obtido multiplicando-se a largura de um caractere (9 pixéis) pelas colunas de texto (80), e a altura de um caractere (14 pixéis) pelas linhas de texto (25). Todavia, o MDA não podia endereçar pontos individuais; ele só podia trabalhar em modo texto, limitando a escolha a exibição de padrões de 256 caracteres. Seu conjunto de caracteres é conhecido como código de página 437. Os padrões de caracteres eram armazenados em ROM na placa, e assim não podiam ser alterados por software. O único modo de produzir conteúdos de tela "gráficos" era através de arte ANSI.
O MDA original da IBM incluía uma porta paralela de impressora (daí seu nome original de "Monochrome Display and Printer Adapter"), evitando assim a necessidade de uma interface paralela separada em computadores munidos de uma MDA.

## Especificações

### Conector
Números dos pinos (olhando para o soquete):
| Pino | Função           |
| ---- | ---------------- |
| 1    | Terra            |
| 2    | Terra            |
| 3    | Desconectado     |
| 4    | Desconectado     |
| 5    | Desconectado     |
| 6    | Intensidade      |
| 7    | Vídeo            |
| 8    | Sinc. Horizontal |
| 9    | Sinc. Vertical   |

### Sinal
| Tipo      | Digital, TTL |
| Resolução | 720h × 350v  |
| Freq.-H   | 18,432 kHz   |
| Freq.-V   | 50 Hz        |
| Cores     | 2-4          |

## Adaptadores concorrentes
Existiam dois adaptadores concorrentes disponíveis, facilmente encontráveis: 
- Para utilizadores de PCs que necessitassem de gráficos em bitmap e/ou cores, a IBM oferecia seu Adaptador Gráfico Colorido (também conhecido como CGA), lançado na mesma época do MDA. O CGA era originalmente mais caro e projectado para ser uma solução de alto nível; todavia, a baixa resolução de seus caracteres em modo texto (se comparados com o MDA) fizeram com que as placas CGA se tornassem menos atraentes para fins corporativos.
- Introduzida em 1982, a Hercules Graphics Card (também conhecida como HGC) não era produzida pela IBM, e oferecia tanto o modo texto em alta resolução do MDA quanto um modo gráfico monocromático. Ela podia endereçar pixéis individuais e exibir uma imagem em preto e branco de 720×348 pontos. Esta resolução era melhor do que a mais alta resolução monocromática que uma placa CGA poderia oferecer. Assim, mesmo sem qualquer capacidade de exibir cores, a placa Hércules oferecia gráficos monocromáticos sem sacrificar a qualidade do modo texto equivalente ao MDA, o que sem dúvida foi uma opção bem atraente para muitos.